# Карпінето-Сінелло
Карпінето-Сінелло (італ. Carpineto Sinello) — муніципалітет в Італії, у регіоні Абруццо, провінція К'єті.
Карпінето-Сінелло розташоване на відстані близько 170 км на схід від Рима, 100 км на південний схід від Л'Аквіли, 50 км на південний схід від К'єті.
Населення — 623 особи (2014).
Щорічний фестиваль відбувається 29 вересня. Покровитель — святий Архангел Михаїл.

## Демографія
Населення за роками:

Станом на 1 січня 2023 року в муніципалітеті офіційно проживало 36 іноземців з 8 країн, серед них 23 громадяни країн Євросоюзу та 1 громадянин України.

## Сусідні муніципалітети
- Атесса
- Карункьо
- Казалангуїда
- Джиссі
- Гуїльмі
- Лішія
- Роккаспінальветі
- Сан-Буоно